# Список телепередач на Discovery Channel
У списку наведено телевізійні передачі, які транслюються (транслювалися) на Discovery Channel.

## Поточні телепередачі
- Велике з Річардом Гаммондом (англ. Richard Hammond's Big!, 2020–)
- Mummies Unwrapped (2019–)
- Ed Stafford: First Man Out (2019–)
- BattleBots[en] (2018–)
- Hard to Kill (2018–)
- Diesel Brothers[en] (2016–)
- Expedition Unknown[en] (2015–)
- What on Earth?[en] (2015–)
- Naked and Afraid[en] (2013–)
- Street Outlaws[en] (2013–)
- Gold Rush[en] (2010–)
- How the Universe Works[en] (2010–)
- Deadliest Catch[en] (2005–)
- American Chopper[en] (2003–)
- Руйнівники міфів (англ. MythBusters, 2003–)
- Wheeler Dealers[en] (2003–)
- Як це зроблено? (англ. How It's Made?, 2001–)

## Колишні телепередачі
- Devil's Canyon (2017, 6 епізодів)
- Ed Stafford: Left For Dead (2017, 6 епізодів)
- Invisible Killers (2017)
- Taking Fire[en] (2016, 5 епізодів)
- Сибірська рулетка (англ. Siberian Cut, 2014)
- Food Factory[en] (2012-2017)
- Dirty Money[en] (2011)
- Disaster Eyewitness (2011)
- Storage Hunters[en] (2011–2017)
- Sons of Guns[en] (2011–2014)
- Вижити разом (англ. Dual Survival, 2010–2016)
- Вижити попри все[en][1] (англ. Beyond Survival with Les Stroud, 2010, 10 епізодів)
- I (Almost) Got Away with It[en] (2010–2016)
- Він і вона. Бій за життя[en][2] (англ. Man, Woman, Wild, 2010–2012)
- Як працюють машини[3] (англ. How Machines Work, 2010)
- Through the Wormhole (2010–2017)
- Surviving the Cut[en] (2010–2011)
- Фатальний сценарій[en][4] (англ. Worst-Case Scenario, 2010)
- The Colony[en] (2009–2010)
- Річкові монстри[en][5] (англ. River Monsters, 2009–2017)
- Destroyed in Seconds[en] (2008–2009)
- Prototype This![en] (2008–2009)
- Time Warp[en] (2008–2009)
- Проект "Земля"[en][6] (англ. Project Earth, 2008)
- Полювання на вбивць[en][7] (англ. Solved, 2008–2010)
- Whale Wars[en] (2008–2015)
- Епохальні польоти НАСА (2008, 6 серій)
- Fight Quest[en] (2007–2008)
- Storm Chasers[en] (2007–2011)
- Смертельна зброя[8] (англ. Weaponology, 2007–2008)
- Зброя майбутнього[en] (англ. Future Weapons, 2006–2008)
- Вижити за будь-яку ціну (англ. Ultimate Survival, 2006–2011)
- How Do They Do It?[en] (2006–2017)
- A Haunting[en] (2005–2017)
- I Shouldn't Be Alive[en] (2005–2012)
- Мистецтво виживання (англ. Survivorman, 2004-2015)
- 100 найбільших відкриттів (англ. 100 Greatest Discoveries, 2004–2005)
- Overhaulin'[en] (2004–2015)
- Sunrise Earth[en] (2004–2009)
- Dirty Jobs[en] (2003–2012)
- Екстремальна інженерія[en] (англ. Extreme Engineering, 2003–2011)
- Маги-колимаги[en] (англ. Scrapheap Challenge, 1998–2010)
- Людина під мікроскопом[en] (англ. Body Story, 1998–2001)
- Екстремальні машини (англ. Extreme Machines, 1997–2004)